# Вест Маунтин (Јута)
Вест Маунтин (енгл. West Mountain) насељено је место без административног статуса у америчкој савезној држави Јута.

## Демографија
По попису из 2010. године број становника је 1.186, што је 348 (41,5%) становника више него 2000. године.
| Група             | 2000.       | 2010.         |
| Белци             | 802 (95,7%) | 1.091 (92,0%) |
| Афроамериканци    | 2 (0,2%)    | 2 (0,2%)      |
| Азијати           | 1 (0,1%)    | 4 (0,3%)      |
| Хиспаноамериканци | 21 (2,5%)   | 76 (6,4%)     |
| Укупно            | 838         | 1.186         |